# Rhacophorus tuberculatus
Rhacophorus tuberculatus är en groddjursart som först beskrevs av Anderson 1871.  Rhacophorus tuberculatus ingår i släktet Rhacophorus och familjen trädgrodor. IUCN kategoriserar arten globalt som otillräckligt studerad. Inga underarter finns listade i Catalogue of Life.